# Karolina Kuszyk

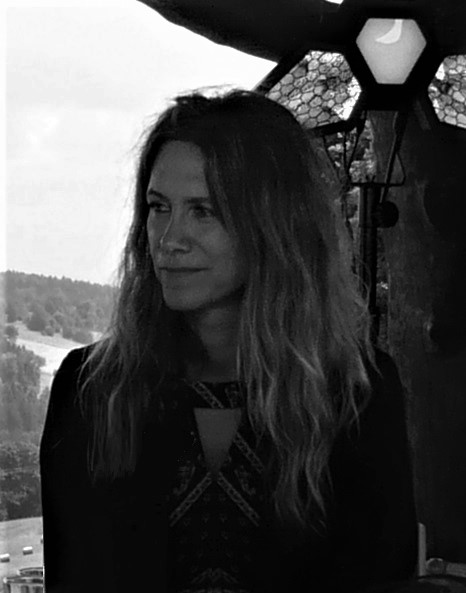
Karolina Kuszyk im Sommer 2021

Karolina Kuszyk (* 1977 in Legnica) ist eine polnische Autorin und Literaturübersetzerin. Bekannt wurde sie 2020 mit dem Buch In den Häusern der anderen über Spuren deutscher Vergangenheit in Westpolen, das zum Bestseller wurde. Sie lebt und arbeitet in Berlin.

## Leben und Wirken
Karolina Kuszyk hat nach eigenen Angaben familiäre Wurzeln in Polen, Deutschland und der Ukraine. Sie ist Absolventin der geisteswissenschaftlichen Fakultät der Universität Warschau.
Sie übersetzt deutsche Literatur ins Polnische und verfasst Beiträge für polnische und deutsche Medien, u. a. für Deutschlandradio Kultur und Die Zeit. Ins Polnische übersetzte sie u. a. Max Frisch, Ilse Aichinger und Bernhard Schlink.
Sie war Lehrbeauftragte an der Europa-Universität Viadrina in Frankfurt an der Oder.
Kuszyks Ehemann ist Deutscher und stammt aus der DDR.

## Veröffentlichungen (Auswahl)
- 2019: Poniemieckie, Wołowiec: Wydawnictwo Czarne, ISBN 978-83-8049-941-6[8][9]
  - deutsche Übersetzung  2022: In den Häusern der anderen: Spuren deutscher Vergangenheit in Westpolen, Ch. Links Verlag, ISBN 978-3-96289-146-6 (Übersetzung von Bernhard Hauptmann)

## Rezeption
Daniel Siemens schrieb in der Süddeutschen Zeitung über In den Häusern der anderen: „Ihr Buch ist nicht nur eine empathische Rekonstruktion der Um- und Neunutzung von Gebrauchsgütern, sondern auch eine empfindsame Reise in ihre Kindheit und Jugend und letztlich auch ein Beitrag zur Kulturgeschichte des modernen Polen wie des wiedervereinigten Deutschlands.“

## Auszeichnungen
- Arthur-Kronthal-Preis (2020)
- Kulturpreis Schlesien des Landes Niedersachsen 2023[11]
- Georg-Dehio-Buchpreis 2024[12]